# Nalwadi
Nalwadi es una ciudad censal situada en el distrito de Wardha en el estado de Maharashtra (India). Su población es de 12119 habitantes (2011). Se encuentra a 2 km de Wardha y a 70 km de Nagpur. 

## Demografía
Según el censo de 2011 la población de Nalwadi era de 12119 habitantes, de los cuales 6109 eran hombres y 6010 eran mujeres. Nalwadi tiene una tasa media de alfabetización del 94,12%, superior a la media estatal del 82,34%: la alfabetización masculina es del 96,28%, y la alfabetización femenina del 91,25%.